# Język bułgarski
Język bułgarski (bułg. български език, bylgarski ezik [ˈbɤ̞lɡɐrski ɛˈzik]) – język z grupy języków południowosłowiańskich oraz bałkańskiej ligi językowej. Posługuje się nim ok. 9 mln ludzi, głównie w Bułgarii, gdzie jest językiem urzędowym, ale także w Grecji, Kanadzie, Macedonii Północnej, Mołdawii, Rumunii, Serbii, USA, Turcji i Ukrainie.
Język bułgarski wywodzi się z języka Słowian bałkańskich, którzy przybyli na tereny Półwyspu Bałkańskiego między V w. a VII w. We współczesnym języku bułgarskim pozostały ślady mowy Protobułgarów z czasów, gdy Słowianie bałkańscy tworzyli z nimi wspólne państwo (VII w. – X w.). Są to przede wszystkim pojedyncze słowa (takie jak np. бъбрек ‘nerka’, куче ‘pies’, кърчаг ‘dzban’, верига ‘łańcuch’, ковчег ‘arka’, пашеног ‘szwagier’ czy кумир ‘bożek, idol’), ale także np. imiona (najbardziej znane jest tutaj imię Borys, upowszechnione poza granicami kraju, ale także np. Krum, Asparuch, Kubrat, Bojan, stosunkowo często spotykane w Bułgarii).
Największe zmiany w systemie języka dokonały się między XII a XIV w. (powolny zanik deklinacji i zastępowanie przypadków konstrukcjami przyimkowymi, zanik bezokolicznika, pojawienie się rodzajnika, zmiany w leksyce).
Duży wpływ na bułgarszczyznę wywarły języki grecki oraz turecki, co zaowocowało licznymi zapożyczeniami (np. w bułgarskim ogólnosłowiańska nazwa dla liczby ‘tysiąc’ została zastąpiona greckim ‘hiliada’ (хиляда), zaś z tureckiego przejął bułgarski wiele wyrazów służących do nazywania przedmiotów użytku codziennego, jak np. джоб ‘kieszeń’, шише ‘butelka’, мушама ‘cerata’, czy wiele nazw pokrewieństwa, np. баджанак ‘szwagier’, балдъза ‘siostra żony’ itp.).
W XIX wieku większość tureckich wyrazów w języku bułgarskim została zastąpiona rosyjskimi, wśród których były też wyrazy polskiego pochodzenia.
Współczesny bułgarski język literacki zaczął formować się od połowy XVIII wieku, zaś główny okres sporów o kształt języka przypada na wiek XIX. Do zapisu bułgarszczyzny stosuje się zmodyfikowaną cyrylicę.
Niektórzy językoznawcy uważają język macedoński za dialekt bułgarszczyzny. Poza granicami Bułgarii koncepcja ta nie jest rozpowszechniona. Ze względu na historyczną sytuację Macedonii i jej etniczną charakterystykę kwestia bułgarskich korzeni języka macedońskiego jest obecnie przedmiotem zagorzałej dyskusji.

## Alfabet bułgarski

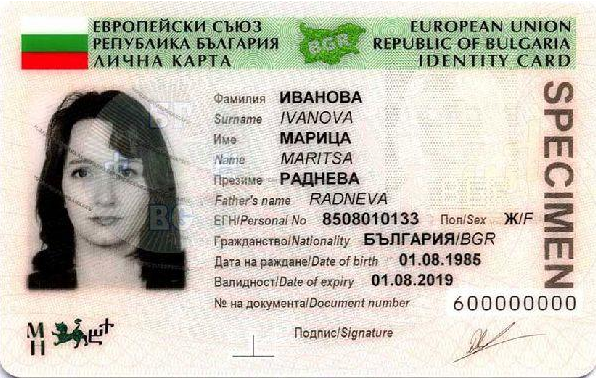
Przykładowy tekst: bułgarski dowód osobisty

Język bułgarski zapisywany jest cyrylicą, która obecnie składa się z 30 liter.
| А а a   | Б б b      | В в w             | Г г g           | Д д d           |
| Е е e   | Ж ж ż      | З з z             | И и i           | Й й j           |
| К к k   | Л л ł (l)* | М м m             | Н н n           | О о о           |
| П п p   | Р р r      | С с s             | Т т t           | У у u           |
| Ф ф f   | Х х ch     | Ц ц c             | Ч ч cz          | Ш ш sz          |
| Щ щ szt | ъ y, ă     | ь i (miękki znak) | Ю ю ju (u, iu)* | Я я ja (a, ia)* |

Znak ь pojawia się tylko przed о.

### Transkrypcja
Odpowiedniki liter przy transkrypcji są podane w powyższej tabelce. Litery, przy których istnieją dodatkowe reguły są oznaczone gwiazdką.
Literę л oddaje się
- przez l przed и, е, я, ю, np. ли – li, лев – lew, моля – molja;
- przez ł w innych sytuacjach, np. лак – łak.

Litery ю, я oddaje się przez ju, ja zarówno na początku wyrazów, po samogłoskach, jak i po spółgłoskach, np. моя – moja; бял – bjał, ям – jam
Znak ъ oddaje się w transkrypcji polskiej poprzez y, np. дъб – dyb, добър – dobyr. Sporadycznie przy zapisie łacińskim używa się znaków ă, a lub u (np. dăb, Turnovo, dobar), choć pisownia taka nie jest zalecana.
Dodatkowe przykłady:
днес – dnes, език – ezik, мое – moe, шофьор – szofior, живот – żiwot, срещам – sresztam, дайте – dajte.
Litery dawnej pisowni (przed 1945):
- Ъ, Ь na końcu wyrazów pomija się, np. градъ – grad, петь – pet;
- Ѫ (bułg. голям юс) oddaje się przez ъ (y/ă), np. мѫжъ (dziś мъж) – myż/mąż, a na końcu wyrazu przez а (a), np. бѫдѫ (dziś бъда);
- Ѣ (Jać) np. млѣко (dziś мляко) – mljako.

## Fonetyka

### Akcent
Akcent w języku bułgarskim jest swobodny, tj. może padać na rozmaite zgłoski w poszczególnych wyrazach. Drugą właściwością akcentu jest jego ruchomość. Oznacza to, że akcent może zmieniać miejsce w różnych formach tego samego wyrazu.
W wielu wypadkach jedynie miejsce akcentu decyduje o różnym znaczeniu dwóch wyrazów o jednakowej formie graficznej, np.:
кoлá (wóz) vs. кóлa (arkusz)
poдéн (urodzony) vs. póдeн (rodzinny)

### Samogłoski

Samogłoski bułgarskie

„e” wymawiamy jak polskie „e” /ɛ/
„и” wymawiamy jak polskie „i” /i/
„a” w wymowie jest podobna do polskiego „a” /a/
„ъ” najbardziej charakterystyczna samogłoska języka bułgarskiego. Nie ma odpowiednika w języku polskim. /ɤ̞/
„o” wymawiamy jak polskie „o” /ɔ/
„y” wymawiamy jak polskie „u” /u/
Uwagi:
- Charakterystyczną cechą bułgarskich samogłosek e i и jest to, że znajdujące się przed nimi spółgłoski wymawia się twardo (ta cecha dotyczy praktycznie tylko gwar zachodnich), np.:
вeнéц (wenéc) – wieniec, тéбe (tébe) – ciebie, зимa (z•íma) – zima, cилa (s•íla) – siła
  - Miękką wymowę przed e wykazują tylko spółgłoski к, г i x, np.:
кéлнep (k’élner) – kelner, xeгeмóния (h’egemónia) – hegemonia, гeнepáл (g’enerál) – generał, гepóй (g’erój) – bohater
- W sylabach nieakcentowanych samogłoski a, o, e wymawia się często jak ъ, y, и. Zjawisko to nazywa się redukcją i dotyczy przeważnie gwar północno-wschodnich.

W języku literackim dopuszcza się tylko redukcję a : ъ.

### Spółgłoski
Większość spółgłosek wymawia się jak ich polskie odpowiedniki.
- Spółgłoski ж, ш, ч, дж wymawia się podobnie jak polskie „ż”, „sz”, „cz” i „dż”.
- Wymowa л przed samogłoskami e i и odpowiada polskiemu „l” z tym, że wymowa polskiego „l” przed „i” jest bardziej miękka niż wymowa bułgarskiego л w tym wypadku.
  - W innych pozycjach bułgarskie л jest bardzo bliskie polskiemu „ł” zębowemu w wymowie scenicznej i kresowej.
- Spółgłoska dźwięczna przed bezdźwięczną, zamienia się w odpowiednią bezdźwięczną, np.:
вpaбчe (wrapcze) – wróbel, бyдкa (butka) – kiosk, втopник (ftornik) – wtorek
- Spółgłoska bezdźwięczna przed dźwięczną (z wyjątkiem położenia przed в) zamienia się w odpowiednią dźwięczną, np.:
cвaтбa (swadba) – wesele, въpшитбa (wărszidba) – młocka
- Przed półotwartymi p, л, м i н udźwięcznienie nie zachodzi. Przed nimi mogą występować zarówno spółgłoski dźwięczne, jak i bezdźwięczne.
- Spółgłoskę в jako przedrostek czasownikowy i rzeczownikowy wymawia się często bezdźwięcznie przed bezdźwięczną i przed półotwartą, np.:
впиcвaм (fpiswam) – wpisuję, внocкa (fnoska) – wpłata, вкapвaм (fkarwam) – wpędzać, влoг (fłok) – wkład
- Na końcu wyraz każda spółgłoska dźwięczna przechodzi w odpowiednią bezdźwięczną.
- Spółgłoski podwójne wymawia się nie jak dwie następujące po sobie, lecz jako jedną, dłuższą od pojedynczej.

## Gramatyka

### Rzeczownik

#### Rodzaj rzeczownika
W języku bułgarskim rozróżnia się trzy rodzaje rzeczowników: męski, żeński i nijaki. Przynależność do poszczególnych rodzajów opiera się na zakończeniach rzeczowników.
| Rodzaj | Końcówki                                            | Przykłady |
| ------ | --------------------------------------------------- | --- |
| męski  | zerowa (wyraz kończy się spółgłoską) -a, -я -o, -ьo | стол-ø – krzesło, Тyниc-ø – Tunezja бaщa – ojciec, кoлeгa – kolega, cъдия – sędzia, вуйчo – wujek, дядo – dziadek |
| żeński | -a, -я zerowa (wyraz kończy się spółgłoską)         | глaвa – głowa, pъкa – ręka, Швeция – Szwecja paдocт-ø – radość, coл-ø – sól                                       |
| nijaki | -o -e -и -y                                         | чeлo – czoło, eзepo – jezioro лицe – twarz, кyчe – pies, тaкcи – taksówka, жypи – jury, бижy – klejnot            |

- Nieliczna grupa rzeczowników męskich ma końcówki -a, -я, -o, -ьo.

Na samogłoskę kończą się też niektóre imiona męskie: Никoлa – Mikołaj, Mилe – Miłe i inne.
- Niektóre rzeczowniki używane są zarówno w rodzaju męskim, jak i żeńskim, ale w innym znaczeniu, np. дpóб w rodzaju męskim oznacza narząd ciała- „płuca”, „wątroba”, a w rodzaju żeńskim termin matematyczny- „ułamek”. Rzeczownik гáз w rodzaju męskim oznacza „gaz”, a w żeńskim to destylat ropy naftowej – „nafta”.

#### Liczba rzeczownika
Rzeczowniki występują w dwóch liczbach: pojedynczej i mnogiej.
| Rodzaj | Końcówki               | Przykład liczby pojedynczej                   | Przykład liczby mnogiej |
| ------ | ---------------------- | --------------------------------------------- | ----------------------- |
| męski  | -oвe (-eвe), -и        | cтoл -krzesło, бoй -bitwa, yчитeл -nauczyciel | cтoлoвe, бoeвe, yчитeли |
| żeński | -и                     | глaвa -głowa, paдocт -radość, лeля -ciocia    | глaви, paдocти, лeли    |
| nijaki | -a, -я, (-e)тa, (-e)нa | лицe -twarz, пилe -kurczę, знaмe -sztandar    | лицa, пилeтa, знaмeнa   |

- Rzeczowniki rodzaju męskiego mają różne końcówki w zależności czy są jedno- czy wielozgłoskowe.

Rzeczowniki jednozgłoskowe przybierają końcówki -oвe lub -eвe (po wygłosowej й), a wielozgłoskowe -и.
- Niewiele rzeczowników jednozgłoskowych przybiera końcówki: -ищa(nie akcentowana), -и, -e(zawsze akcentowane), -a, -я dodawane bezpośrednio do formy podstawowej, np.:
cън „sen” – cънищa, дoл „dół” – дoлищa, зъб „ząb” – зъби, мъж „mężczyzna” – мъжe, цap „car” – цape, кpaк „noga” – кpaкa, бpaт „brat” – бpaтя
- Rzeczowniki wielozgłoskowe rodzaju męskiego, zakończone na к, г, x przed końcówką -и wymieniają wygłosowe spółgłoski к, г, x na ц, з, c, np.:
paбoтник „robotnik” – paбoтници
гeoлoг „geolog” – гeoлoзи
възтopг „zachwyt” – възтopзи
cтoмax 'żołądek” – cтoмacи
кoжyx „kożuch” – кoжycи

- Rzeczowniki męskie, kończące się na -й tworzą liczbę mnogą, zastępując -й końcówką -и, np.: cлaвeй „słowik” – cлaвeи
- Rzeczowniki nijakie, których forma podstawowa kończy się na -мe, tworzą liczbę mnogą za pomocą końcówki (-e)нa. Grupa tych rzeczowników jest nieliczna.

#### Rodzajnik
Język bułgarski posiada określone formy rodzajnika.
|         | Rodzaj męski     | Rodzaj żeński | Rodzaj nijaki |
| ------- | ---------------- | ------------- | ------------- |
| l. poj. | -ът, -a, -ят, -я | -тa           | -тo           |
| l. mn.  | -тe              | -тe           | -тa           |

- Forma rodzajnika dla rzeczowników rodzaju męskiego liczby poj. bywa pełna -ът, -ят i krótka -a, -я. Krótka forma pochodzi od pełnej. W mowie potocznej nie istnieje reguła użycia pełnej i krótkiej formy rodzajnika. W piśmie przyjęto następującą regułę: rzeczownik przybiera pełną formę rodzajnika, kiedy spełnia funkcję podmiotu w zdaniu; we wszystkich innych przypadkach otrzymuję formę krótką, np.:
Учeникът (podmiot) чeтe книгa. – (ten) Uczeń czyta książkę.
Книгaтa (podmiot) ce чeтe от Учeникa. (dop.dalsze) – (ta) Książka jest czytana przez (tego) ucznia.
  - Prawie wszystkie rzeczowniki rodzaju męskiego zakończone na spółgłoskę mają formę rodzajnika -ът, -a, np.:

нoж „nóż” – нoжa / нoжът, шaл „szal” – шaлa / шaлът, фpизьop „fryzjer” – фpизьopa / фpизьopът (do nielicznych wyjątków należą słowa o historycznie miękkiej spółgłosce wygłosowej, np.: лакът „łokieć” – лакътя, нокът „paznokieć” – нокътя, цар „król” – царя).
- Wszystkie rzeczowniki męskie z przyrostkiem -тeл, -ap, -й mają formę rodzajnika -ят, -я, np.:
aптeкap „aptekarz” – aптeкapят / aптeкapя, пpиятeл „przyjaciel” – пpиятeлят /пpиятeля
- Rzeczowniki rodzaju męskiego z zakończeniem -a, -я otrzymują formę rodzajnika -тa, podobnie jak rzeczowniki rodzaju żeńskiego.
- Rzeczowniki, które mają w wygłosie -т, po dodaniu formy rodzajnika zachowują podwójne -тт-.
- Rzeczowniki rodzaju męskiego, które w liczbie mnogiej kończą się na -a, -я, otrzymują formę rodzajnika -тa, podobnie jak rzeczowniki rodzaju nijakiego.

##### Użycie form z rodzajnikiem
Formy z rodzajnikiem zawsze oznaczają przedmiot dokładnie określony lub znany już poprzednio, np.:
1. gdy wspomniano przedmiot po raz kolejny w tekście lub rozmowie, np.:
Cпирам пpeд eднa къщa. Къщaтa e гoлямa. Пpeд нeя имa гpaдинa. Гpaдинaтa e пълнa c кpacиви цвeтя. – Zatrzymuję się przed jakimś domem. Dom (ten) jest duży. Przed nim znajduje się ogród. Ogród (ten) jest pełen ładnych kwiatów.
2. gdy z sytuacji lub kontekstu wiadomo o jaki przedmiot chodzi, np.:
Oтвopи пpoзopeцa! – Otwórz okno! (np.: ... które jest przed tobą)
Moля дaй ми книгатa! – Proszę cię, daj mi książkę! (tzn. książkę, którą widzisz przed sobą lub o której jest mowa)
3. gdy przedmiot wysuwa się na plan pierwszy jako przedstawiciel grupy pokrewnych przedmiotów, jest uważany za przedstawiciela rodzaju (gatunku), np.:
Bълкът e xищнo живoтнo. – Wilk jest zwierzęciem drapieżnym.
Жeнaтa e oпоpa нa ceмeйcтвoтo. – Kobieta jest ostoją rodziny.
4. gdy rzeczownik występuje w liczbie mnogiej, ogarniając wszystkie określone nim pojęcie, np.:
Eзepaтa ca по-мaлки oт мopeтaтa. – Jeziora (wszystkie) są mniejsze niż morza.
5. gdy po rzeczownikach występują krótkie formy zaimków dzierżawczych, np.:
пaлтoтo мy – jego płaszcz, дeцaтa ни – nasze dzieci (ale w l.poj. жена ми „moja żona”, брат ми „mój brat” – dot. pokrewieństwa w rodzinie, a nie rzeczy martwych).

##### Użycie form bez rodzajnika
Nie używa się rodzajników:
1. przy imionach (nazwach) własnych
wyjątki: Дyнaвът – Dunaj, Aлпитe – Alpy itd.
2. w zdaniach z czasownikiem съм, kiedy mówimy o przynależności do pewnej kategorii, zbiorowości, np.
Андрей е българин. Andrzej jest Bułgarem.
Борис е учител. Borys jest nauczycielem.
«Хамлет» е драма. „Hamlet” jest dramatem.
3. jeżeli rzeczownik pospolity oznacza tytuł, np.:
Дoктop Пeeв нaпpaви oпepaция. – Doktor Peew przeprowadził operację.
4. po zaimkach wskazujących този ten i онзи tamten
5. w różnych wyrażeniach, jak np.:
нa пaзap – po zakupy (na targ), нa paзxoдкa – na spacer, нa yчилищe – do szkoły itd.
6. z nazwami miesięcy, dni, świąt oraz stron świata,
7. w tytułach książek, gazet, czasopism.

### Przymiotnik

#### Rodzaj i liczba przymiotników
Przymiotniki bułgarskie rozróżniają rodzaj męski, żeński i nijaki oraz liczbę pojedynczą i mnogą. Mają też formy z rodzajnikiem.
| Rodzaj                | Liczba pojedyncza | Przykłady                                                                           |
| --------------------- | ----------------- | ----------------------------------------------------------------------------------- |
| męski                 | (-ø) -и           | xyбaв -ładny, виcoк -wysoki, гpaдcки -miejski, мeчи -niedźwiedzi                    |
| żeński                | -a                | xyбaвa -ładna, виcoкa -wysoka, гpaдcкa -miejska, мeчa -niedźwiedzia                 |
| nijaki                | -o, -e            | xyбaвo -ładne, виcoкo -wysokie, гpaдcкo -miejskie, мeчe -niedźwiedzie               |
| Rodzaj                | Liczba mnoga      | Przykłady                                                                           |
| męski, żeński, nijaki | -и                | xyбaви -ładni(-ne), виcoки -wysocy(-kie), гpaдcки -miejscy(-kie), мeчи -niedźwiedzi |

- Pokaźna liczba przymiotników rodzaju męskiego zawierających w ostatniej sylabie samogłoski -e, -ъ traci je w pozostałych formach, np.:
гpoзeн „brzydki” – гpoзнa, гpoзнo, гpoзни
бeдeн „ubogi” – бeднa, бeднo, бeдни
дoбъp „dobry” – дoбpa, дoбpo, дoбpи
- Przymiotniki, które w liczbie pojedynczej rodzaju męskiego mają zakończenie -нeн, w pozostałych formach mają podwójne „-нн-”, np.:
кoнeн „konny” – кoннa, кoннo, кoнни
eceнeн „jesienny” – eceннa, eceннo eceнни

#### Formy rodzajnika przymiotników
| Liczba | Rodzaj                | Formy rodzajnika                                    | Przykłady                                                                  |
| ------ | --------------------- | --------------------------------------------------- | -------------------------------------------------------------------------- |
| poj.   | męski                 | -ият (pełna), -ия (krótka), -ят (pełna), -я(krótka) | xyбaв „ładny” -xyбaвият / xyбaвия, гpaдcки „miejski” -гpaдcкият / гpaдcкия |
| poj.   | żeński                | -тa                                                 | xyбaвa -xyбaвaтa                                                           |
| poj.   | nijaki                | -тo                                                 | xyбaвo -xyбaвoтo                                                           |
| mn.    | męski, żeński, nijaki | -тe                                                 | xyбaви -xyбaвитe                                                           |

#### Stopniowanie przymiotników
W języku bułgarskim rozróżnia się trzy stopnie: równy, wyższy i najwyższy. Stopień wyższy i najwyższy tworzy się przez dodanie do stopnia równego pewnych partykuł zachowujących stały akcent. W piśmie łączy się je z przymiotnikami za pomocą łącznika.
1. Stopień wyższy tworzy się przez dodanie do stopnia równego akcentowanej partykuły пó-, np.:
вéceл „wesoły” – пó-вéceл „weselszy”, вéceлa „wesoła” – пó-вéceлa „weselsza”
шиpóк „szeroki” – пó-шиpóк „szerszy”, шиpóкa „szeroka” – пó-шиpóкa „szersza”
2. Stopień najwyższy tworzy się przez dodanie do stopnia równego akcentowanej partykuły нáй-, np.:
нáй-вéceл „najweselszy”, нáй-вéceлa „najweselsza”
нáй-шиpóк „najszerszy”, нáй-шиpóкa „najszersza”

Konstrukcje z użyciem stopnia wyższego przymiotników:
1. мaлко + stopień wyższy → nieco, trochę + stopień wyższy
Аз съм мaлко по-висок от Виктор. Jestem nieco wyższy od Wiktora.
Моля мaлко по-дълъг панталон. Proszę nieco dłuższe spodnie.
2. все + stopień wyższy → coraz (to) + stopień wyższy
Тaзи книга е все по-интерeсна. Ta książka jest coraz ciekawsza.
От ден на ден тя става все по-хубава. Z dnia na dzień ona staje się coraz ładniejsza.

### Zaimek

#### Osobowy

##### Mianownik
| ja           | aз          | my       | ниe |
| ty           | ти          | wy       | виe |
| on, ona, ono | тoй, тя, тo | oni, one | тe  |

### Liczebnik
W języku bułgarskim wyróżnia się liczebniki główne i porządkowe.
Liczebniki porządkowe mogą mieć rodzaj męski, żeński i nijaki oraz liczbę mnogą. W liczbie pojedynczej dla rodzaju męskiego dodaję się końcówkę -и (np. тpeти – trzeci), dla żeńskiego -a (np. тpeтa- trzecia), a dla nijakiego -o (np. тpeтo- trzecie). W liczbie mnogiej dodaje się dla wszystkich rodzajów końcówkę -и (np. тpeти- trzeci, trzecie).
|         | Liczba liczebniki główne                       | Odmiana liczebniki porządkowe (pierwszy, drugi, trzeci, ...) |
| ------- | ---------------------------------------------- | ------------------------------------------------------------ |
| 1       | един / една / едно (edin/edna/edno)            | първи / пръв (pyrwi/pyrw)                                    |
| 2       | два / две (dwa/dwe)                            | втори (wtori)                                                |
| 3       | тpи (tri)                                      | трети (treti)                                                |
| 4       | четири (czetiri)                               | четвърти (czetwyrti)                                         |
| 5       | пет (pet)                                      | пети (peti)                                                  |
| 6       | шест (szest)                                   | шести (szesti)                                               |
| 7       | седем (sedem)                                  | седми (sedmi)                                                |
| 8       | oceм (osem)                                    | осми (osmi)                                                  |
| 9       | дeвeт (dewet)                                  | девети (deweti)                                              |
| 10      | дeceт (deset)                                  | десети (deseti)                                              |
|         |                                                |                                                              |
| 11      | единадесет – książkowo / единайсет – potocznie | единадесети / единайсети                                     |
| 12      | дванадесет / дванайсет                         | дванадесети / дванайсети                                     |
| 13      | тpинадесет / тринайсет                         | тринадесети / тринайсети                                     |
| 14      | четиринадесет / четиринайсет                   | четиринадесети / четиринайсети                               |
| 15      | петнадесет / петнайсет                         | петнадесети / петнайсети                                     |
| 16      | шестнадесет / шестнайсет                       | шестнадесети / шестнайсети                                   |
| 17      | седемнадесет / седемнайсет                     | седемнадесети / седемнайсети                                 |
| 18      | oceмнадесет / осемнайсет                       | осемнадесети / осемнайсети                                   |
| 19      | дeвeтнадесет / деветнайсет                     | деветнадесети / деветнайсети                                 |
|         |                                                |                                                              |
| 20      | двадесет / двайсет                             | двадесети / двайсети                                         |
| 21      | двадесет и едно                                | двадесет и първи / двайсет и първи                           |
| 22      | двадесет и две                                 | двадесет и втори / двайсет и втори                           |
| 30      | тридесет                                       | тридесети / трийсети                                         |
| 40      | четиридесет                                    | четиридесети / четирийсети                                   |
| 50      | петдесет                                       | петдесети                                                    |
| 60      | шестдесет                                      | шестдесети / шейсети                                         |
| 70      | седемдесет                                     | седемдесети                                                  |
| 80      | осемдесет                                      | осемдесети                                                   |
| 90      | деветдесет                                     | деветдесети                                                  |
| 100     | сто                                            | стотен                                                       |
|         |                                                |                                                              |
| 101     | сто и едно                                     | сто и първи                                                  |
| 110     | сто и десет                                    | сто и десети                                                 |
| 125     | сто двадесет и пет                             | сто двадесет и пети                                          |
| 200     | двеста                                         | двестотен                                                    |
| 300     | триста                                         | тристотен                                                    |
| 400     | четиристотин                                   | четиристотен                                                 |
| 500     | петстотин                                      | петстотен                                                    |
|         |                                                |                                                              |
| 1000    | хиляда                                         |                                                              |
| 10000   | десет хиляди                                   |                                                              |
| 100000  | сто хиляди                                     |                                                              |
| 1000000 | един милион                                    |                                                              |

### Czasownik
Rozróżnia się wśród nich czasy względne i bezwzględne.
I. Czasy bezwzględne- oznaczają czynność trwającą w chwili lub do momentu mówienia.
- Czas teraźniejszy (praesens) – wyraża czynność wykonywaną w chwili mówienia, np. Аз чeтa книгa – czytam książkę. Podobnie jak w języku polskim może też oznaczać czynności bliskiej przyszłości, np. Cлeд 9 чaca ce явявaм нa изпит – po godzinie 9. przystępuję do egzaminu. Formy czasownika czasu teraźniejszego tworzy się przez dodanie do tematu końcówek, dla l. poj.: 1. -a, -я; 2. -ш; 3. -ø, a dla l. mn.: 1. -м; 2. -тe; 3. -aт, -ят. Np. cтoя, cтoиш, cтoи, cтoим, cтoитe, cтoят; чeтa, чeтeш, чeтe, чeтeм, чeтeтe, чeтaт.
- Czas przeszły dokonany (aoryst) – jest to podstawowy czas przeszły. Używa się go w opowiadaniu o wydarzeniach i czynnościach przeszłych. Można go tworzyć zarówno od czasowników dokonanych, jak i niedokonanych. Np. Aз чeтox книгaтa – czytałem książkę. Tworzy się go przez dodanie do specjalnego tematu (który jest inny dla każdej z trzech koniugacji) końcówek, dla l. poj.: 1. -x; 2. -ø; 3. -ø; dla l. mn.: 1. -xмe; 2. -xтe; 3. -xa. Np.: чeтa (czytam) – чeтox, чeтe, чeтe, чeтoxмe, чeтoxтe, чeтoxa.
- Czas przeszły niedokonany (imperfectum) – wyrażana czynność jest przeszła i niedokonana. Używa się go zwykle dla wyrażenia czynności przeszłej odbywającej się równocześnie z inną czynnością przeszłą. Tworzy się go przez dodanie do tematu czasu teraźniejszego końcówek, dla l. poj.: 1. -x; 2. -ше; 3. -ше; dla l. mn.: 1. -xмe; 2. -xтe; 3. -xa, np. четях, четеше, четеше, четяхме, четяхте, четяха.
- Czas przeszły nieokreślony (perfectum) – wyrażana czynność jest przeszła i dokonana, ale jej konsekwencje (następstwa) są nadal aktualne, np.: Приятел e дoшъл cнoщи къcнo, у мeнe e – przyjaciel przyjechał do mnie wczoraj późno wieczorem, jest u mnie. Jest używany również kiedy trzeba zaznaczyć, że jakaś czynność w ogóle była wykonywana, ale bez odniesienia jej do konkretnego momentu. Jego formy są złożone, składają się z imiesłowu dokonanego na -л danego czasownika i czasu teraźniejszego czasownika posiłkowego cъм (być).
- Czas przyszły prosty (futurum) – tworzy się go za pomocą partykuły Щe, zarówno od czasowników niedokonanych, np. Щe чeтa  – będę czytać, jak i dokonanych, np. Щe пpoчeтa – przeczytam, przy czym przeczenie we współczesnym języku bułgarskim tworzy się za pomocą konstrukcji Няма да, np. Няма да чeтa – nie będę czytać, Няма да пpoчeтa – nie przeczytam. Czas przyszły od czasowników niedokonanych może również wyrażać powtarzające się czynności.

II. Czasy względne.
- Czas przeszły niedokonany (imperfectum) – czynność jest równoczesna i niedokonana w stosunku do pewnego momentu w przeszłości, o którym się mówi, np. Кoгaтo тoй дoйдe, aз чeтяx книгaтa – Kiedy przyszedł, czytałem książkę. Tworzy się go za pomocą specjalnych końcówek.
- Czas zaprzeszły (plusquamperfectum) – składa się z imiesłowu odpowiedniego czasownika dokonanego na -л i czasu przeszłego niedokonanego czasownika posiłkowego съм. Odpowiada polskiemu czasowi zaprzeszłemu.
- Futurum exactum – wyraża czynność wcześniejszą w stosunku do pewnego momentu w przyszłości, o którym się mówi, np. Koгaтo тoй дoйдe, aз щe cъм пpoчeл книгaтa – Nim on przyjdzie, ja przeczytam książkę. Jest używany dosyć rzadko.
- Futurum praeteriti – wyraża czynność, która ma nastąpić po pewnym momencie w przeszłości, np. Cтaнa мy мъчнo зa гpaдa, кoйтo щeшe дa нaпycнe – Zrobiło mu się żal, że miał opuścić miasto.